# 馬卡列維奇
50°41′4″N 29°31′27″E / 50.68444°N 29.52417°E
馬卡列維奇（烏克蘭語：Макалевичі）是烏克蘭北部的村莊，隸屬日托米爾州的日托米爾區。該村始建於1686年，面積1.47平方公里，海拔高度130米，2001年人口484。